# 金剛寺 (川口市)
金剛寺（こんごうじ）は、埼玉県川口市にある曹洞宗の寺院。

## 歴史
1496年（明応5年）、中田安行の開基である。安行は当地の豪族で、地名の「安行」の由来となった人物である。安行は所領を守るために敵兵を殺傷してきたが、殺生を重ねていることに良心の呵責を感じていた。そこに旅の禅僧が立ち寄り、安行の心の苦しみを救った。安行はこの禅僧に感謝して、彼を開山とする寺を創建することになった。この禅僧は龍穏寺第7世住職の節庵良筠である。
当寺では、約200年前の第19世住職海牛禅師より灸の施術を行っている。現在も「お灸の金剛寺」として知られている（施術については要予約）。

## 文化財
- 金剛寺経塚付出土品（川口市指定天然記念物 平成6年8月18日指定）[2]
- 金剛寺山門（川口市指定天然記念物 平成13年3月21日指定）[3]

## 交通アクセス
- 新井宿駅より徒歩28分。